# Petar Naumoski
Petar Naumoski (Prilep, 27. kolovoza 1968.) je makedonski košarkaš, bivši makedonski reprezentativac. Igrao je na položaju beka, 1980-ih i 1990-ih.
Kasnije je igrao u Turskoj i italiji. Ima i tursko državljanstvo. 

Godine 2002. je izabran kao zastupnik VMRO-DPMNE u makedonsko Sobranje.

## Igračka karijera

### Klupska karijera
U karijeri je igrao za "Rabotnički", "Split", a poslije je otišao igrati izvan bivše SFRJ. Proslavio se igrama u Turskoj.
- 1989./90.  Jugoplastika Split (KK Split)
- 1990./91.  Pop 84 Split (KK Split)
- 1991./92.  KK Rabotnicki
- 1992./94.  Efes Pilsen SK
- 1994./95.  Benetton Treviso
- 1995./99.  Efes Pilsen SK
- 2000./01.  Benetton Treviso
- 2001./02.  Montepaschi Siena
- 2002./03.  Pippo Milano (Olimpia Milano)
- 2003./04.  Breil Milano (Olimpia Milano)
- 2004.  Ülker SK